# Jens Johan Hjort
Jens Johan Hjort (14 de juliol de 1964) és un advocat i polític conservador noruec. És l'actual alcalde de la ciutat de Tromsø. El 1990 va obtenir la llicència per exercir l'advocacia el 1997. Es va convertir el 1998 en soci de la firma d'advocats de Rekve, Pleym & Co, després d'haver estat associat des del 1996. El 1999 va ser nomenat cònsol de Suècia a Tromsø. També va ser president del club esportiu de Tromsø durant la temporada 2007-2009.